# Olga Kotljarovová
Olga Ivanovna Kotljarovová (rusky Ольга Ивановна Котлярова) (* 12. dubna 1976, Sverdlovsk) je ruská atletka, jejíž specializací je hladká čtvrtka a štafetové běhy.
Jejím prvním úspěchem byla zlatá medaile z juniorského mistrovství Evropy 1995 v maďarské Nyíregyháze. Je halovou vicemistryní Evropy (1996) a halovou vicemistryní světa (2001). Na světové letní univerziádě 1997 v italské Catanii vybojovala stříbrnou medaili. Na olympiádě v Sydney 2000 doběhla ve finále hladké čtvrtky na osmém místě v čase 51,04.
Později se začala věnovat běhu na 800 metrů. V roce 2006 získala na mistrovství Evropy v Göteborgu zlatou medaili. O rok později doběhla na mistrovství světa v Ósace na čtvrtém místě v čase 1:58,22. Většinu svých úspěchů zaznamenala ve štafetovém běhu na 4 × 400 metrů. Je držitelkou bronzové olympijské medaile z letních her v Sydney a mistryní světa z roku 1999.
Na HMS 2004 v maďarské Budapešti byla členkou štafety, která zaběhla nový světový rekord, jehož hodnota byla 3:23,88. Na rekordu se dále podílely Olesja Krasnomovecová, Taťána Levinová a Natalja Nazarovová. Světové rekordy vytvořila již na HMS 1997 v Paříži a na HMS 1999 v Maebaši. Celkově získala na HMS čtyři zlaté medaile ve štafetě na 4 × 400 metrů. 28. ledna 2006 ve skotském Glasgow byla členkou štafety, která vylepšila světový rekord v hale na hodnotu 3:23,37 . Na rekordu se podílely dále Julija Guščinová, Olga Zajcevová a Olesja Forševová.